# ليمندة
لِيمَندة هو جنس من الأسماك المفلجة يمينية العيون موطنهم شمال المحيط الأطلسي والمحيط الهادئ. من أنواعها ليمندة مألوفة.